# Regionalverband (Israel)
Regionalverbände (plural: hebräisch מוֹעָצוֹת אֲזוֹרִיּוֹת Mōʿatzōt Asōrijjōt, deutsch ‚regionale Räte‘ / unpunktiert מועצות אזוריות bzw. singular: מוֹעָצָה אֲזוֹרִית Mōʿatzah Asōrīt, deutsch ‚regionaler Rat‘ / unpunktiert מועצה אזורית) sind, neben den Stadtverwaltungen und Gemeindeverwaltungen, eine der drei Arten von Gebietskörperschaften in Israel. Sie umfassen mehrere kleinere Kommunalverwaltungen, die nach verschiedenen inneren Organisationsschemata aufgebaut sein können.

## Allgemeines

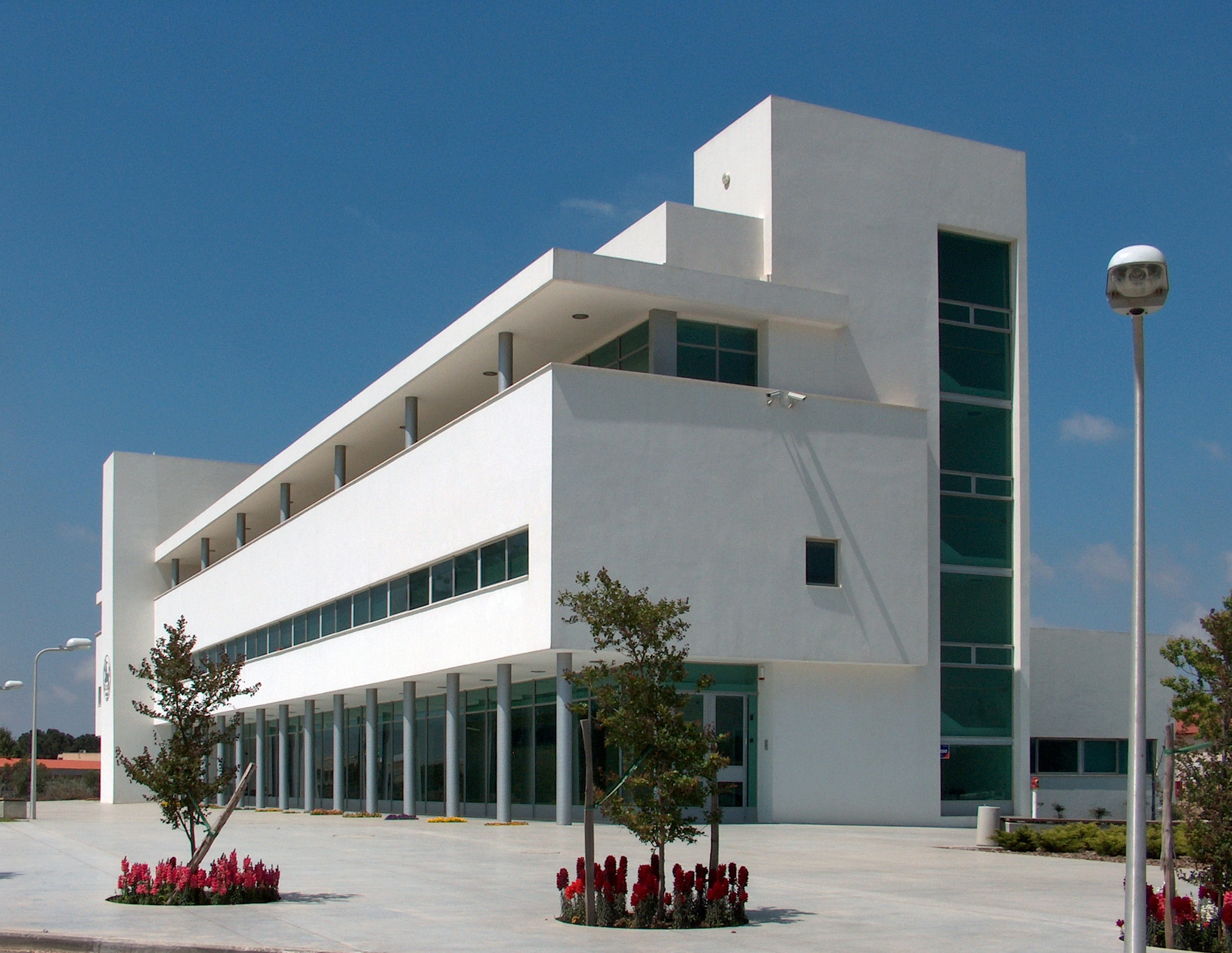
Büro des Regionalverbandes Menasche im Bezirk Haifa

Aufgabe eines israelischen Regionalverbands ist die Verwaltung einer Reihe von Ortschaften in ländlichen Gegenden.

Ein Regionalverband vertritt dabei zwischen 3 und 54 Ortschaften, die für gewöhnlich über eine relativ große Fläche verteilt sind, aber in geografischer Nähe zueinander liegen.
In der Regel hat ein Ort im Regionalverband nicht mehr als 2.000 Einwohner und wird von einem lokalen Ausschuss verwaltet. Dieser Ausschuss entsendet Abgeordnete zum Regionalverband im Verhältnis zur Einwohnerzahl des Ortes und gemäß einem Index, der vor jeder Wahl festgelegt wird. Ortschaften ohne einen Verwaltungsausschuss entsenden keine Abgeordneten, sondern treffen Abkommen direkt mit dem Regionalverband. Abgeordnete der vertretenen Siedlungen werden entweder direkt berufen oder durch eine Wahl bestimmt. Zahlreiche Orte im Regionalverband sind Kibbuzim und Moschavim.
2018 gab es 54 Regionalverbände in Israel.

## Tabelle
| Regionalverband    | Bezirk            | Gründung | Bemerkung                                                                                          |
| ------------------ | ----------------- | -------- | -------------------------------------------------------------------------------------------------- |
| Abu Basma          | Südbezirk         | 2004     | Umfasst mehrere Dörfer der Beduinen im Nordwesten des Negevs                                       |
| Al-Batuf           | Nordbezirk        | 2003     | Liegt nördlich von Nazareth und besteht aus vier arabischen Ortschaften                            |
| Allona             | Bezirk Haifa      |          | |
| Beʾer Tuvia        | Südbezirk         | 1950     | Liegt nordöstlich des Gazastreifens                                                                |
| Biqʿat haJarden    | Judäa und Samaria | 1979     | |
| Bnei Schimʿon      | Südbezirk         | 1952     | |
| Brenner            | Zentralbezirk     | 1950     | Benannt nach Josef Chaim Brenner                                                                   |
| Bustan al-Marj     | Nordbezirk        |          | Liegt in der Jesreelebene, nördlich von Afula, besteht aus vier arabischen Dörfern                 |
| Chevel Elot        | Südbezirk         | 1964     | Liegt im Süden bei Eilat                                                                           |
| Chevel Javne       | Zentralbezirk     | 1950     | Liegt südlich von Javne                                                                            |
| Chevel Modiʿin     | Zentralbezirk     | 1950     | Liegt zwischen Petach Tiqwa und Modiʿin                                                            |
| Chof Aschqelon     | Südbezirk         |          | „Küste Aschqelons“; Liegt zwischen Aschqelon und Gazastreifen                                      |
| Chof haKarmel      | Bezirk Haifa      |          | „Küste des Karmels“                                                                                |
| Chof haScharon     | Zentralbezirk     |          | „Küste der Scharonebene“                                                                           |
| Drom HaScharon     | Zentralbezirk     | 1980     | „Süden der Scharonebene“                                                                           |
| Emeq Chefer        | Zentralbezirk     | 1940     | „Tal Chefer“, liegt zwischen Chadera und Netanja                                                   |
| Emeq ha-Jarden     | Nordbezirk        | 1949     | „Jordantal“                                                                                        |
| Emeq ha-Maʿejanot  | Nordbezirk        | 1949     | „Tal der Quellen“                                                                                  |
| Emeq Jizreʿel      | Nordbezirk        | 1940     | „Jesreeltal“                                                                                       |
| Emeq Lod           | Zentralbezirk     | 1952     | Tal von Lod                                                                                        |
| Eschkol            | Südbezirk         | 1951     | |
| Gan Raweh          | Zentralbezirk     | 1952     | „Bewässerter Garten“, liegt zwischen Javne, Rischon LeZion, Rechovot und Nes Ziona                 |
| Gderot             | Zentralbezirk     | 1953     | Liegt östlich von Gedera                                                                           |
| Gezer              | Zentralbezirk     | 1949     | |
| Gilboa             | Nordbezirk        |          | |
| Golan              | Nordbezirk        |          | |
| Gusch Etzion       | Judäa und Samaria | 1980     | |
| HaʿArava haTichona | Südbezirk         | 1977     | „Mittlere Arava“                                                                                   |
| HaGalil haʿEljon   | Nordbezirk        |          | „Oberes Galiläa“                                                                                   |
| HaGalil haTachton  | Nordbezirk        |          | „Unteres Galiläa“                                                                                  |
| Har Chevron        | Judäa und Samaria | 1983     | „Bergland von Hebron“                                                                              |
| Joʾav              | Südbezirk         |          | Liegt zwischen Qijat Gat und Aschqelon                                                             |
| Lachisch           | Südbezirk         |          | Liegt bei Qirjat Gat und Lachisch                                                                  |
| Lev haScharon      | Zentralbezirk     | 1984     | „Herz der Scharonebene“                                                                            |
| Maʿale Josef       | Nordbezirk        |          | „Steige Josefs“; Liegt in Galiläa                                                                  |
| Matteh Ascher      | Nordbezirk        | 1982     | „Stab[sgebiet] des Stammes Ascher“                                                                 |
| Matteh Binjamin    | Judäa und Samaria | 1979     | „Stab[sgebiet] des Stammes Benjamin“                                                               |
| Matteh Jehuda      | Bezirk Jerusalem  | 1964     | „Stab[sgebiet] des Stammes Juda“. Liegt im Judäischen Bergland                                     |
| Megiddo            | Nordbezirk        |          | Liegt im Karmelgebirge                                                                             |
| Megilot            | Judäa und Samaria | 1981     | |
| Menasche           | Bezirk Haifa      |          | Liegt in der Nähe von Chadera                                                                      |
| Merchavim          | Südbezirk         |          | Liegt bei Ofaqim im nördlichen Negev                                                               |
| Merom haGalil      | Nordbezirk        |          | Liegt im nördlichen Galiläa                                                                        |
| Mevoʾot haChermon  | Nordbezirk        |          | „Zugänge des Chermons“; Liegt nördlich des See Genezareth an der Grenze zum Libanon und am Chermon |
| Misgav             | Nordbezirk        |          | Liegt in der Nähe der Stadt Karmiʾel                                                               |
| Nachal Soreq       | Zentralbezirk     | 1952     | |
| Newe Midbar        | Südbezirk         | 2012     | von der Regionalverwaltung Abu Basma abgetrennt                                                    |
| Ramat haNegev      | Südbezirk         |          | Liegt in der Wüste Negev                                                                           |
| Schaʿar haNegev    | Südbezirk         | 1950     | „Tor des Negev“                                                                                    |
| Schafir            | Südbezirk         |          | Liegt bei der Stadt Qirjat Gat                                                                     |
| Schomron           | Judäa und Samaria | 1979     | |
| Sdot Negev         | Südbezirk         | 1951     | „Felder des Negev“                                                                                 |
| Tamar              | Südbezirk         |          | Liegt am südlichen Toten Meer und in der Arava                                                     |
| Zevulun            | Bezirk Haifa      |          | Liegt bei Schfarʿam                                                                                |

## Ehemalige Regionalverbände
| Verband             | Bezirk          | Bemerkung                                                                              |
| ------------------- | --------------- | -------------------------------------------------------------------------------------- |
| Azata               | Südbezirk       | Wurde in Sdot Negev umbenannt.                                                         |
| Chof ʿAzza          | Südbezirk       | Beinhaltete alle Siedlungen des Gazastreifens, wurde 2005 aufgelöst.                   |
| Efʿal               | Bezirk Tel Aviv | Wurde 2008 auf die benachbarten Städte Ramat Gan, Kirjat Ono und Or Jehuda aufgeteilt. |
| Emeq Beit Scheʾan   | Nordbezirk      | Wurde 2008 in Emeq ha-Maʿejanot umbenannt.                                             |
| Gaʿeton             | Nordbezirk      | Wurde 1982 zu Matteh Ascher zusammengelegt.                                            |
| Hadar haScharon     | Zentralbezirk   | Wurde 1980 zu Drom HaScharon zusammengelegt.                                           |
| HaScharon haTichona | Zentralbezirk   | „Zentrale Scharonebene“, wurde 1984 Teil von Lev haScharon.                            |
| Jarqon              | Zentralbezirk   | Wurde 1980 zu Drom HaScharon zusammengelegt.                                           |
| Lev haGalil         | Nordbezirk      | Wurde 2003 aufgeteilt, u. a. in Al-Batuf.                                              |
| Mifʿalot Afeq       | Zentralbezirk   | Wurde 1980 zu Drom HaScharon zusammengelegt.                                           |
| Naʿaman             | Nordbezirk      | Wurde 1982 zu Matteh Asher zusammengelegt.                                             |
| Qirjat Ono          | Bezirk Tel Aviv | Wurde zu einer Stadtverwaltung Kirjat Ono                                              |
| Qischon             | Nordbezirk      | Wurde 1980 mit Emeq Jizreʾel zusammengelegt.                                           |
| Sullam Tzur         | Nordbezirk      | Wurde 1982 zu Matteh Asher zusammengelegt.                                             |
| Tel Mond            | Zentralbezirk   | Wurde zu einer Gemeindeverwaltung                                                      |
| Zafon haScharon     | Zentralbezirk   | „Norden der Scharonebene“, wurde 1984 Teil von Lev haScharon.                          |

## Aufgaben
Zu den Aufgaben einer Regionalverband siehe: Politisches System Israels#Die Regionalverwaltung.